# Concord (Michigan)
Concord – wieś w Stanach Zjednoczonych, w stanie Michigan, w hrabstwie Jackson.